# Fahne und Wappen des Kantons Neuenburg
Das Wappen des Kantons Neuenburg ist eine Trikolore in traditionellem Sinn, dreispaltig von links nach rechts die Farben Grün, Weiss und Rot zeigend. Im roten Drittel befindet sich in der oberen rechten Ecke ein symbolisiertes Schweizerkreuz.

## Blasonierung
Die offizielle Blasonierung des Wappens des Kantons Neuenburg lautet:
Zweimal gespalten von Grün, Silber und Rot mit einem schwebenden silbernen Kreuzchen in linken Obereck.

## Geschichte
Siehe auch den Absatz zur Loslösung von Preussen im Artikel des Kantons Neuenburg.
Bis 1848 gehörte das Gebiet des Kantons Neuenburg als Fürstentum zu Preussen. Zu der Zeit war ein anderes Wappen üblich, das dem Herzschild aus dem Wappen der Stadt Neuenburg entsprach: ein goldener Schild mit einem roten Pfahl, belegt mit drei silbernen Sparren. Der Pfahl mit den drei Sparren seinerseits entspricht der charakteristischen gemeinen Figur im Wappen der im Mittelalter ausgestorbenen Grafen von Neuenburg.
Im Zuge der Veränderungen, die nach der napoleonischen Besatzung die Schweiz ergriffen, beschloss die Regierung des noch jungen Kantons am 1. Mai 1848 nach Protesten die endgültige Loslösung von Preussen und den Anschluss an die Schweiz. Durch die bereits in einem Grossteil des Gebiets vorherrschende französische Sprache war eine regionale Identifikation mit den umliegenden Französisch sprechenden Kantonen der Schweiz gegeben.
Am 11. April 1848 wurde die heutige Form des Kantonswappens festgelegt, mit den Farben Grün für die Unabhängigkeit (wie in andern Kantonen der Schweiz üblich, wie zum Beispiel Thurgau, welches ebenfalls eine Farbänderung erfuhr, oder Waadt), Weiss und Rot aus dem städtischen Wappen übernommen. Zum Zeichen der freiwilligen Verbundenheit mit der Schweiz wurde als Verzierung in der rechten oberen Ecke das Schweizerkreuz adoptiert.
Während des 19. Jahrhunderts wurden zeitweise bei Siegeln und offiziellen Schriften beide Wappen benützt. In den 1950er-Jahren entschloss sich die Kantonsregierung kurzfristig, das Gemeindewappen der Stadt Neuenburg zu übernehmen, scheiterte 1954 aber am Referendum der Kantonsbevölkerung.

## Trivia
Die Ähnlichkeit mit der Flagge Italiens ist rein zufällig, wurde aber des Öfteren parodiert.